# Barbara Suhodolčan
Barbara Suhodolčan (Zagreb, 1992.), hrvatska koncertna i operna pjevačica (sopran); kći je autora, glazbenika i glazbenog producenta Rajka Suhodolčana.
Kao vanjska suradnica Simfonijskog puhačkog orkestra Oružanih snaga Republike Hrvatske od 2017. godine pjeva prigodom obilježavanja velikih državnih praznika i obljetnica te u suradnji s njima održava i solističke koncerte u kojima spaja klasičnu glazbu, opere i operete, mjuzikl, jazz i crossover. Od 2019. godine ima status samostalne glazbene umjetnice.

## Životopis
Barbara Suhodolčan je u Glazbenoj školi u Varaždinu maturirala solopjevanje kod prof. Blanke Tkalčić te flautu kod prof. Stjepana Levanića. Diplomirala je i magistrirala pjevanje na Muzičkoj akademiji u Zagrebu u klasi prof. Lidije Horvat-Dunjko.
Debitirala je 2010. godine ulogom Hanne u opereti Vesela udovica Franza Lehára u Hrvatskom narodnom kazalištu u Varaždinu, a potom je u sklopu ljetne škole Mirula na Braču ostvarila ulogu Grofice u Figarovom piru W. A. Mozarta. Tijekom studija u Zagrebu utjelovila je nekoliko scenskih uloga: Jelenu u Nikoli Šubiću Zrinjskom Ivana pl. Zajca, Donnu Annu u Mozartovu Don Giovanniju, Euridiku u Gluckovoj operi Orfej i Euridika, Musettu u Puccinijevim Boemima te Elisabettu di Valois u Verdijevu Don Carlu.
Od 2009. do 2017. godine nastupala je na koncertima u Ciklusu orguljaške baštine „Heferer“. Godinama nastupa na mnogim tradicionalnim festivalima (Zagreb Classic, Lubeničke večeri, Božić u Ciboni, Krapinski festival, dodjela Nagrade hrvatskog glumišta, Pasionska baština, ciklus "Sfumato" Zbora HRT, Novosadsko muzičko leto, Glazbene večeri u Sv. Donatu, Koncerti u Eufrazijani, Rovinjski ljetni festival, Festival pjesme Podravine i Podravlja u Pitomači, Sjećanje na Gvozdansko, Zagrebačke ljetne večeri, Zagrebački vremeplov, Music in Kilkenny i dr.). Od 2013. godine članica je, solistica i vokalna pedagoginja renesansnog ansambla „Marco Polo“ s kojim nastupa diljem Hrvatske i u inozemstvu.
U sklopu Međunarodnoga festivala mladih umjetnika iSING! u Suzhou (engl. iSING! Suzhou International Young Artists Festival) 2017. godine predstavljala je Republiku Hrvatsku: kao jedna od 28 izabranih pjevača iz cijeloga svijeta, tijekom tog je festivala u Kini ostvarila desetak koncerata u Nanjingu i Suzhou uz pratnju Simfonijskog orkestra Suzhoua, a nastupila je i u scenskim izvedbama Puccinijevih opera Gianni Schicchi (kao Lauretta) i La rondine (kao Magda) te u Verdijevoj operi I masnadieri (kao Amalia). Spomenute su opere bile izvođene na pozornici Centra za kulturu i umjetnost Suzhou (engl. Suzhou Culture and Arts Centre). Iste je godine, u suradnji sa Simfonijskim orkestrom OSRH, nastupila u sklopu koncertne sezone na Tvrđavi sv. Mihovila u Šibeniku kao Jana u koncertnoj izvedbi hrvatske rock-opere Gubec-beg.
Kao solistica surađivala je s mnogim poznatim dirigentima – primjerice Leopoldom Hagerom, Tomislavom Fačinijem, Mladenom Tarbukom, Stjepanom Mihaljincem, Sinišom Leopoldom, Simonom Perčičem, Tomislavom Uhlikom, Zdravkom Šljivcom, Miroslavom Vukovojcem-Duganom – i orkestrima (Zagrebačka filharmonija, Zagrebački orkestar mladih, Tamburaški orkestar HRT-a, Varaždinski komorni orkestar, Filharmonija Nova (Slovenija), Simfonijski orkestar Ravensburg (Njemačka), Simfonijski orkestrar Suzhou (Kina), Orkestar Hrvatske ratne mornarice, Simfonijski puhački orkestrar OSRH, Simfonijski i Revijski orkestar HRT i dr.). Godine 2016. u sklopu ciklusa „Sfumato“ Zbora HRT nastupa kao solistica u praizvedbi skladbe Mexicana skladatelja i dirigenta Mladena Tarbuka.
Usavršavala se i još se usavršava na prestižnim seminarima solopjevanja s uglednim pedagozima i pjevačima poput Lenore Rosenberg i Hao Jiang Tiana (Metropolitan Opera), Michaela Sylvestera (Wichita State University), Michele Sylvester (Missouri State University), Katarine Livljanić i Benjamina Bagbyja (Université Paris-Sorbonne), Annunziate Lie Lantieri (Conservatorio di Padova), Vlatke Oršanić i Lidije Hovat-Dunjko (Muzička akademija Sveučilišta u Zagrebu), Lucom De Marchijem (Theater Dortmund), Matthewom Barclayjem (Opera Australia), Katherinom Chu (Beijing Theater), Tomislavom Mužekom (HNK Zagreb), Tiylom Faveytsom (La Monnaie) i drugima.

## Nagrade
- 2012. – Međunarodno natjecanje za glas i orgulje Heferer, prva nagrada
- 2014. – Bistrički zvukolik, zlatna nagrada, prvo mjesto i nagrada za najbolju izvedbu skladbe hrvatskog autora
- 2015. – Rektorova nagrada Sveučilišta u Zagrebu za ulogu Himere u studentskoj izvedbi opere „Madame Bufault“ Borisa Papandopula
- 2016. – hrvatsko Državno natjecanje mladih glazbenika, prva nagrada

## Vanjske poveznice
- Barbara Suhodolčan na Discogsu